# Ameerega yungicola
Ameerega yungicola — вид жаб родини дереволазових (Dendrobatidae). Отруйна амфібія.

## Назва
Назва виду походить від екогеографічного регіону Юнга у Південній Америці, що характеризується певним типом рослинності.

## Поширення
Вузькоареальний ендемік. Поширений лише у провінції Каранаві департаменту Ла-Пас на заході Болівія.